# سلیم نیم‌پرده‌دار
سلیم نیم‌پرده‌دار یا سلیم نیمه‌پاپرده‌دار (نام علمی: Charadrius semipalmatus) نام یک گونه از سرده سلیم‌های طوق‌دار است.